# Damien Hétu
Pour les articles homonymes, voir Hétu.
Damien Hétu, né le 24 octobre 1926 à Sainte-Agathe-des-Monts et mort le 15 février 2010 dans la même ville, est un électricien et homme politique québécois, député libéral de Labelle à l'Assemblée nationale du Québec des élections générales de 1985 aux élections générales de 1989, durant lesquelles il est défait par Jacques Léonard, qu'il avait battu en 1985. De 1959 à 1965, il est conseiller municipal de Sainte-Agathe-des-Monts et en devient son maire de 1970 à 1974, puis après sa carrière en politique provinciale, de 1990 à 1994.

## Biographie

### Jeunesse et carrière avant la politique
Damien Hétu naît le 24 octobre 1926 à Sainte-Agathe-des-Monts du marchand Napoléon Hétu et de Thérèse Bélisle. Il étudie au collège Sacré-Cœur de sa municipalité de 1933 à 1942, puis suis des cours pour devenir électricien et technicien en radio et télévision. Le 8 septembre 1952, il épouse Deniyse Boyer. À partir de 1952, il est entrepreneur-électricien à Sainte-Agathe. Il promeut notamment centre sportif de Sainte-Agathe et est le président du club de motoneige local en 1968 et en 1969. De 1978 à 1982, il est président de l'Association de l'aide à la jeunesse et membre du Comité d'école-enfance en difficulté.

### Carrière politique
Damien Hétu est élu pour la première fois au conseil municipal de Sainte-Agathe en 1959. Il garde son poste jusqu'en 1965. Au début de son mandat d'échevin municipal, alors qu'il était président du comité de la Police, il est mêlé dans un conflit avec d'autres échevins concernant le rengagement du chef de police J.-J. Ranger, dont il avait demandé le renvoi. Il est élu par acclamation à la mairie en 1970,. Il fait construire plusieurs logements sociaux à Sainte-Agathe durant son premier mandat. En 1973, alors qu'il avait échoué à remporter la candidature libérale pour Labelle en vue des élections générales de 1973, il retire l'application de Sainte-Agathe pour être ville-hôte des Jeux du Québec, dont l'édition 1974 aura finalement lieu à Saint-Georges-de-Beauce. Il ne se présente pas en 1974 et est remplacé par Roger Lanthier.
De 1966 à 1972, il est président de l'Association libérale de Terrebonne, ainsi que de l'Association libérale fédérale de Labelle de 1967 jusqu'en 1972. De 1972 à 1973, il est trésorier de l'Association libérale Laurentides-Labelle et président de son comité exécutif de 1978 à 1983. Il échoue à se faire investir en tant que candidat libéral pour la circonscription fédérale de Labelle pour les élections fédérales de 1974. Il se présente pour la première fois aux élections générales de 1981 dans la circonscription de Labelle sous la bannière du Parti libéral, mais est battu par le député sortant Jacques Léonard, du Parti québécois. Des élections partielles sont planifiées dû à la démission de Léonard en mai 1985, mais des élections générales sont annoncées pour décembre de 1985, et Damien Hétu est reconduit en tant que candidat du parti libéral. Il remporte la circonscription durant les élections générales de 1985, Jacques Léonard ne s'étant pas représenté. Durant son mandat, plusieurs membres de l'association libérale de sa circonscription ont demandé de l'argent à la ville de Mont-Laurier pour appuyer la campagne libérale, mais Hétu a nié son implication dans l'affaire de chantage. Il est cependant défait aux élections subséquentes de 1989 face à Jacques Léonard, qui avait fait son retour en politique,,.
Il fait alors un retour en politique municipale et est reconduit à la mairie en 1990 et est élu en tant que candidat indépendant,. Il est battu en 1994 par Michel Charette,.

### Après la vie politique
Damien Hétu meurt dans sa ville de naissance le 15 février 2010 à l'âge de 83 ans. Le centre sportif de Sainte-Agathe est plus tard renommé en centre sportif Damien Hétu.

## Résultats électoraux
| Inscrits           | Inscrits              | Inscrits           | 3 364     |             |  |  |
| Suffrages exprimés | Suffrages exprimés    | Suffrages exprimés | 1 682     |             |  |  |
|                    |                       |                    |           |             |  |  |
|                    | Candidat              | Parti              | Suffrages | Pourcentage |  |  |
|                    | Michel Charette       | Sans étiquette     | 862       | 51,25 %     |  |  |
|                    | Damien Hétu (sortant) | Sans étiquette     | 820       | 48,75 %     |  |  |

|                                                                                               | Nom                   | Parti           | Nombre de voix | %      | Maj.  |
| --------------------------------------------------------------------------------------------- | --------------------- | --------------- | -------------- | ------ | ----- |
|                                                                                               | Jacques Léonard       | Parti québécois | 16 897         | 54,8 % | 2 959 |
|                                                                                               | Damien Hétu (sortant) | Libéral         | 13 938         | 45,2 % | -     |
| Total                                                                                         | Total                 | Total           | 30 835         | 100 %  |       |
| Le taux de participation lors de l'élection était de 74,1 % et 971 bulletins ont été rejetés. |                       |                 |                |        |       |

|                                                                                               | Nom             | Parti                        | Nombre de voix | %      | Maj.  |
| --------------------------------------------------------------------------------------------- | --------------- | ---------------------------- | -------------- | ------ | ----- |
|                                                                                               | Damien Hétu     | Libéral                      | 15 197         | 50,4 % | 2 507 |
|                                                                                               | Yvon Cormier    | Parti québécois              | 12 690         | 42 %   | -     |
|                                                                                               | Bernard Campeau | Progressiste conservateur    | 1 546          | 5,1 %  | -     |
|                                                                                               | Diane Cloutier  | Parti indépendantiste (1985) | 603            | 2 %    | -     |
|                                                                                               | Diane Chevrier  | Socialisme chrétien          | 143            | 0,5 %  | -     |
| Total                                                                                         | Total           | Total                        | 30 179         | 100 %  |       |
| Le taux de participation lors de l'élection était de 73,9 % et 347 bulletins ont été rejetés. |                 |                              |                |        |       |

|                                                                                               | Nom                       | Parti           | Nombre de voix | %      | Maj.  |
| --------------------------------------------------------------------------------------------- | ------------------------- | --------------- | -------------- | ------ | ----- |
|                                                                                               | Jacques Léonard (sortant) | Parti québécois | 17 596         | 57,7 % | 5 774 |
|                                                                                               | Damien Hétu               | Libéral         | 11 822         | 38,8 % | -     |
|                                                                                               | Roger Labonté             | Union nationale | 1 079          | 3,5 %  | -     |
| Total                                                                                         | Total                     | Total           | 30 497         | 100 %  |       |
| Le taux de participation lors de l'élection était de 79,9 % et 246 bulletins ont été rejetés. |                           |                 |                |        |       |

| Élections municipales du 1er novembre 1970 à Sainte-Agathe-des-Monts |                  |                          |                 |     |
| Partis                                                               | Partis           | Candidats pour la mairie | Vote            | %   |
|                                                                      | Sans désignation | Damien Hétu              | Sans opposition | 100 |
| Source :                                                             |                  |                          |                 |     |

### Médiagraphie
: document utilisé comme source pour la rédaction de cet article.
- « Les résultats électoraux depuis 1867, Labelle à La Prairie », sur Assemblée nationale du Québec, 2024 (consulté le 13 avril 2024).